# Brachygnatha
Brachygnatha is een geslacht van vlinders uit de familie herfstspinners (Brahmaeidae). De wetenschappelijke naam van het geslacht is voor het eerst geldig gepubliceerd in 1993 door Xiu-Rong Zhang & Chi-Kun Yang.
De typesoort is Brachygnatha diastemata Zhang & Yang, 1993

## Soorten
- Brachygnatha diastemata Zhang & Yang, 1993
- Brachygnatha jilinensis (Zhang 1988)